# 마리아 베세라
마리아 베세라(María Becerra, 2000년 2월 12일 ~ )는 아르헨티나의 가수, 전직 유튜버이다.

## 음반 목록

### 정규 음반
- Animal (2021)
- La Nena de Argentina (2022)

### EP
- 222 (2019)
- Animal, Pt. 1 (2021)